# Remonstrantes

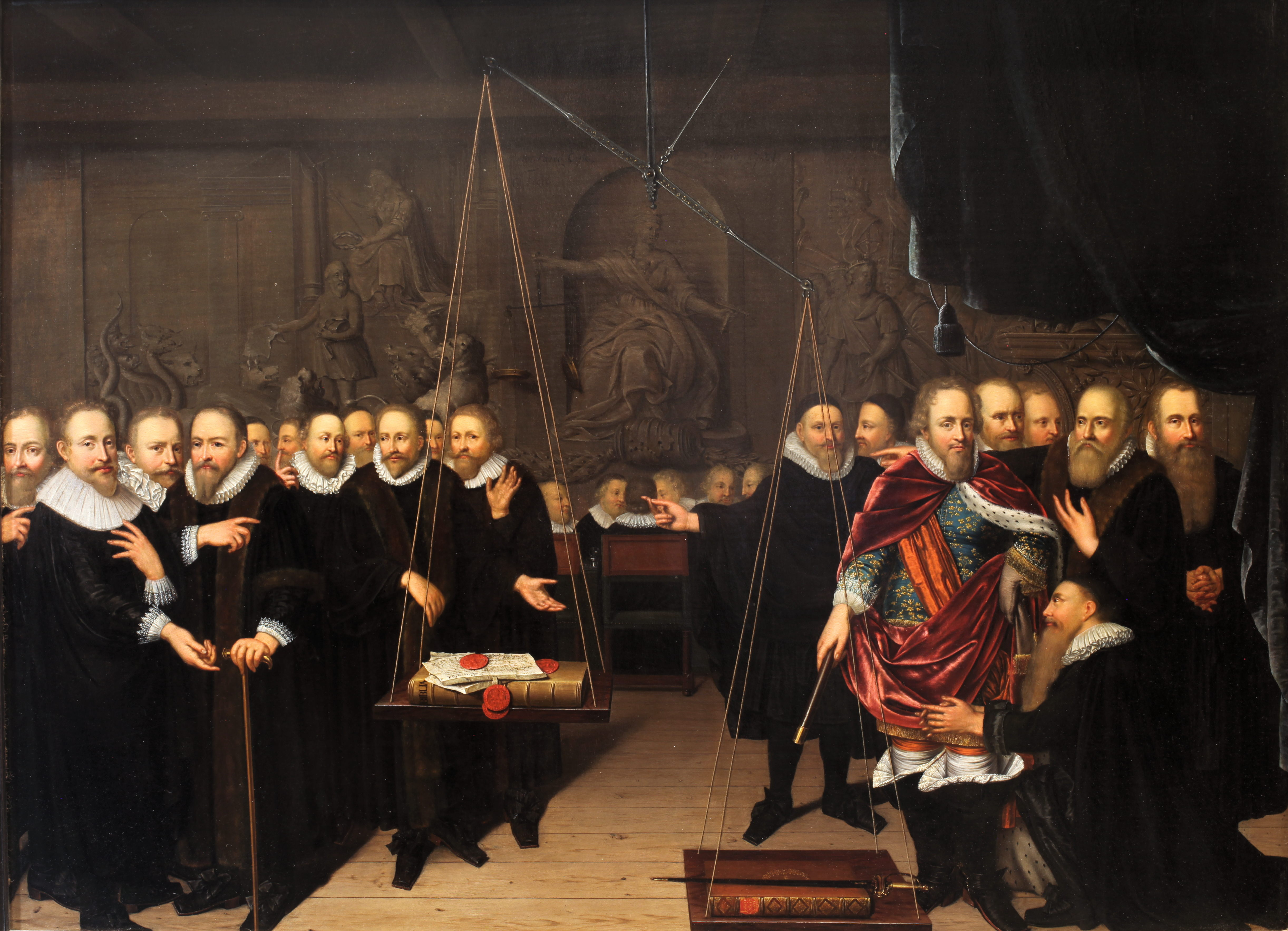
Alegoría de la disputa teológica entre los remonstranses y sus oponentes, por Abraham van der Eyk, 1721. Los remonstrantes se ven a la izquierda, mientras que sus oponentes, los reformados holandeses, a la derecha. A la izquierda, los arminianos colocaron una Biblia en la balanza junto con sus declaraciones de fe, cada una debidamente validada con un sello de lacre. A la derecha, los calvinistas colocaron un libro etiquetado como «Calvino» (posiblemente La Institución). Sobre el libro descansa la espada de Mauricio de Nassau, príncipe de Orange, que simboliza el poder mundano que inclinó la balanza a favor de los calvinistas

Remonstrante (en neerlandés: de Remonstrantse Broederschap 'la hermandad remonstrante') es el nombre dado a aquellos protestantes de los Países Bajos que, tras la muerte de Jacobo Arminio, mantuvieron las creencias asociadas a su nombre y que en 1610 presentaron a los Estados Generales (el parlamento) de las Provincias Unidas una protesta (remonstrance en inglés) en cinco artículos formulando los puntos en que diferían con el calvinismo estricto. Eran:
- el decreto divino de la predestinación es condicional, no absoluto;
- la expiación es universal en intención;
- el hombre no puede ejercer una fe salvadora por sí mismo;
- a través de la gracia de Dios es una condición necesaria del esfuerzo humano, no actúa de forma irresistible en el hombre y
- los creyentes son capaces de resistir al pecado, pero no están libres de la posibilidad de perder la gracia divina.

Sus adversarios, los gomaristas, publicaron una contraprotesta (counter-remonstrance) y pasaron a ser conocidos como contrarremonstrantes. A pesar de que los Estados Generales permitieron por edicto ambas corrientes y prohibían más discusiones, el conflicto continuó. Los remonstrantes fueron asaltados tanto por enemigos personales como políticos, como Mauricio de Orange, que ejecutó o mandó a prisión a los líderes por tener opiniones republicanas.
En el Sínodo de Dordrecht de 1618-19 se estableció la victoria de la escuela calvinista, ya que los trece pastores armininianistas, encabezados por Simón Episcopius, fueron excluidos. En el sínodo se prepararon treinta y tres reglas canónicas y se confirmó la autoridad de la Confesión belga y el Catecismo de Heidelberg. Las decisiones del sínodo fueron reforzadas por la deposición y en algunos casos el destierro de los pastores remonstrantes. Pero el gobierno enseguida se convenció de que no representaban un peligro para el Estado, y en 1630 les fue permitido oficialmente residir en todos los lugares de Holanda y construir iglesias y escuelas.
En 1621 ya habían recibido el permiso para asentarse en Schleswig, donde construyeron la ciudad de Friedrichstadt, colonia que todavía existe. La doctrina remonstrante se resumió en 1621 en una confessio escrita por Episcopius, su gran teólogo, mientras que Jan Uytenbogaert les dio un catecismo y reguló el orden eclesiástico. Los remonstrantes adoptaron una constitución sinódica simple, pero su importancia fue siempre más teológica que eclesiástica. Su seminario en Ámsterdam ha formado a muchos nombres ilustres: Curcellaeus, Limborch, Wetstein, Le Clerc; y su liberal escuela de teología, que naturalmente se hizo más liberal e incluso racionalista con el tiempo, reaccionó con fuerza contra la iglesia estatal y contra otras denominaciones cristianas.
Los remonstrantes fueron reconocidos oficialmente en 1795, durante la República Bátava. Como iglesia, en 1911 contaban 27 comunidades y unos 12.000 miembros. Su congregación principal está en Róterdam. En el 2005, sólo había una congregación fuera de los Países Bajos, la de Friedrichstadt, en Alemania. Las demás 47 congregaciones se encuentran en los Países Bajos. La controversia continúa y la adherencia a los textos del Sínodo de Dordrecht impide una cooperación estrecha entre las iglesias remonstrante y calvinista de Holanda hasta el día de hoy.